# Brigade (legereenheid)

Grafische voorstelling van een infanteriebrigade op een militaire kaart volgens de NAVO conventie

Een brigade is een eenheid in een landleger. Ze kan zowel onderdeel zijn van een divisie als een zelfstandige gevechtseenheid. Het is de kleinste eenheid van verbonden wapens. Het is een gevechtseenheid met 2000 – 5000 militairen. De commandant van een brigade is een brigadegeneraal. 

## Nederland
In het Nederlandse leger telt een brigade ca. 3000 tot 4000 militairen (exclusief reservemilitairen). Een brigade bestaat uit enkele bataljons (afdelingen in het geval van de artillerie) en allerlei ondersteunende eenheden.
Tot begin van de jaren negentig kende de Koninklijke Landmacht in totaal 12 brigades. Het 1e legerkorps beschikte over drie pantserbrigades (13, 41 en 51) waarvan 13 en 41 paraat waren en verder over zes pantserinfanteriebrigades (11, 12, 42, 43, 52 en 53) waarvan 11, 12, 42 en 43 paraat) waren. Verder had het 1e legerkorps nog een infanteriebrigade (101) die volledig mobilisabel was. De pantserbrigades bestonden uit twee tankbataljons en een pantserinfanteriebataljon en de pantserinfanteriebrigades uit een tank- en twee pantserinfanteriebataljons. Daarnaast hadden deze brigades een afdeling gemechaniseerde artillerie en ondersteunende eenheden. De infanteriebrigade bestond uit twee pantserinfanteriebataljons en twee gemotoriseerde infanteriebataljons. Ook beschikte de infanteriebrigade over een zelfstandig tankeskadron. Het Nationaal Territoriaal Commando beschikte over twee infanteriebrigades (302 en 304).   
Tussen 2012 en 2015 was de landmacht ingekrompen tot twee gemechaniseerde brigades met elk twee pantserinfanteriebataljons als gevechtseenheden en nog enkele gevechtsondersteunende eenheden (staf-, verkennings- logistieke-, genie-, herstel- en geneeskundige eenheden van compagniesgrootte). Verder beschikt Nederland ook nog over een luchtmobiele brigade en een ondersteuningsbrigade, het Operationeel Ondersteuningscommando Land. De beide gemechaniseerde brigades en de luchtmobiele brigade beschikken verder elk over een bataljon van het korps nationale reserve (natres). Een natresbataljon telt ongeveer 900 reservemilitairen (Dit aantal komt nog boven op het aantal van 3000 tot 4000 beroepsmilitairen per brigade). Sinds 2015 is na bezuinigingen een  gemechaniseerde brigade omgebouwd tot een lichte brigade. De krijgsmacht beschikt nu over een gemechaniseerde brigade, een lichte brigade en een luchtmobiele brigade.
De rang brigadegeneraal is in het Nederlandse leger na Tweede Wereldoorlog ingevoerd. Brigades stonden daarvoor onder bevel van een kolonel.

## België
Na verschillende hervormingen na het einde van de Koude Oorlog heeft het Belgische Leger sinds 2018 nog een brigade: de gemotoriseerde brigade.